# حركة الترجمة اليونانية العربية

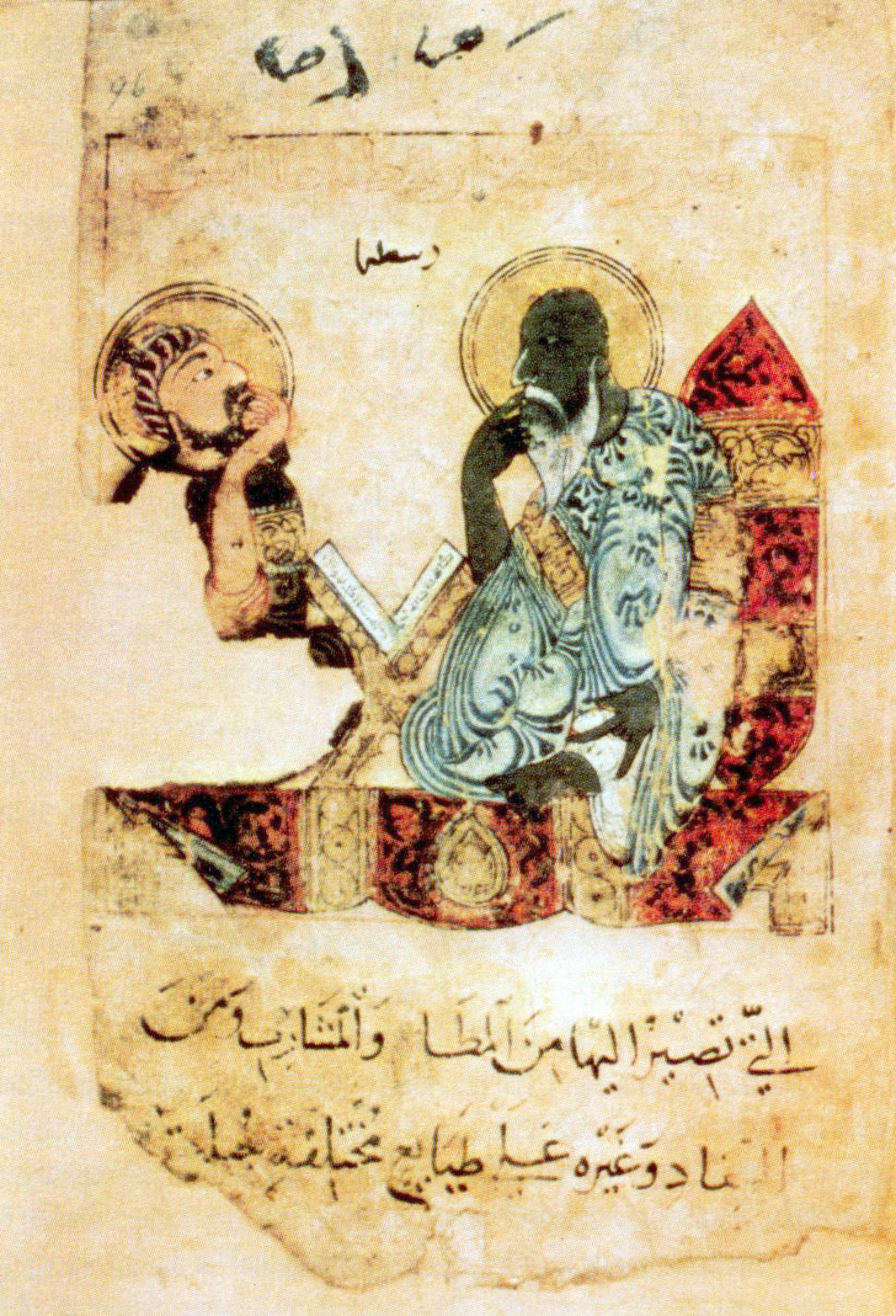
أرسطو في مخطوط عربي (المكتبة البريطانية، شرقي 2784).

كانت حركةُ الترجمة اليونانيّة العربيّة حركة واسعة قامت في أواخر الفترة الأموية وفي العصر العباسي الأول وفيها تم ترجمة كتب كثيرة في الرياضيات والفلك والطب والفلسفة الإغريقية من اللغة اليونانية إلى اللغة العربية. اتصفت الحركة بشمولها وتمويلها الجيد، وكانت أيضًا جهدًا مستمرًا مسؤولًا عن ترجمة قدر كبير جدًا من النصوص اليونانية العلمانية إلى العربية. حدثت حركة الترجمة في بغداد منذ أواسط القرن الثامن إلى أواخر القرن العاشر.
في حين ترجمت الحركة العديد من اللغات إلى العربية، ومنها البهلوية والسنسكريتية والسريانية واليونانية، كان يشار إليها بحركة الترجمة اليونانية-عربية، لأنها كانت تركز غالبًا على ترجمة أعمال العلماء الهلنستيين والنصوص اليونانية العلمانية الأخرى إلى العربية.

## تطورات ما قبل العصر العباسي

### تطورات ما قبل الإسلام
أنشأ الملك التاسع للإمبراطورية الساسانية، شابور الثاني، مدرسة جنديسابور، التي كان من المفترض أن تكون مركزًا طبيًا ومكتبة، إضافةً إلى هذا كان من المفترض أن تكون كلية تُدرس العديد من المواضيع المختلفة فيها، مثل علم التشريح واللاهوت والطب والفلسفة.
لاحقاً أنشأ كسرى الأول مرصدًا يمكنه تقديم دراسات في طب الأسنان والهندسة المعمارية والزراعة والري وأساسيات القيادة في الجيش وعلم الفلك والرياضيات. عُدَّ مركز جونديشابور لاحقًا أعظم مركز طبي خلال القرنين السادس والسابع. في القرن السابع الميلادي، سيطرت الجيوش الإسلامية على الإمبراطورية الساسانية، لكنهم حافظوا على هذا المركز.
وبالاتجاه غربًا، أغلق الإمبراطور البيزنطي جستنيان الأول أكاديمية أثينا سنة 529 م. جنبًا إلى جنب مع تمويل المؤسسات التعليمية العامة الرئيسية، فر العديد من العلماء من المنطقة بمعارفهم وموادهم. طلب هؤلاء العلماء المهاجرون اللجوء في بلاد فارس، التي كفل حاكمها مرورهم الآمن خارج بيزنطة ودعم طموحاتهم الأكاديمية.

### الدولة الإسلامية المبكرة والعصر الأموي (632-750م)
مع أن الترجمة من اليونانية إلى العربية كانت شائعة خلال العصر الأموي بسبب العدد الكبير من السكان المتحدثين باللغة اليونانية المقيمين في الدولة الأموية، كانت ترجمة النصوص العلمية اليونانية نادرة.
بدأت حركة الترجمة اليونانية-العربية جديًا في بداية العصر العباسي. ومع ذلك ساعدت العديد من الأحداث والظروف خلال صعود الإمبراطورية الإسلامية على تشكيل الوضع والظروف التي ازدهرت فيها الحركة. الفتوحات العربية قبل وفي أثناء الفترة الأموية، التي انتشرت في جنوب غرب آسيا وبلاد فارس وشمال شرق أفريقيا وضعت الأساس لحضارة قادرة على تنشيط حركة الترجمة اليونانية-العربية. وحّدت هذه الفتوحات مساحة واسعة في ظل الدولة الإسلامية، وربط المجتمعات والشعوب التي كانت معزولة سابقًا، وتنشيط طرق التجارة والزراعة، وتحسين الثروة المادية. من المحتمل أن الاستقرار الإقليمي المكتشف حديثًا في ظل الأسرة الأموية عزز معدلات معرفة القراءة والكتابة والأسس التعليمية الأهم. تم استيعاب المسيحيين الناطقين باللغة السريانية والجماعات المسيحية الهلنستية الأخرى في العراق وإيران في هيكل الإمبراطورية. كانت هذه الشعوب الهلنستية حاسمة في دعم الاهتمام المؤسسي المتزايد في التعلم اليوناني العلماني.

## الفترة العباسية (750-1258م)
نتيجة الثورة العباسية والانتقال إلى عاصمة جديدة في بغداد، انتقل الحكم إلى مجموعة جديدة من السكان الأكثر تأثرًا بالهلنستية. في الوقت نفسه، سعت النخبة الحاكمة للسلالة الجديدة لتبني عقيدة إمبراطورية ساسانية، التي تأثرت أيضًا بالفكر اليوناني. تُوجت هذه العوامل برأس مال أكثر تقبلًا واهتمامًا بالمعرفة الواردة في المخطوطات العلمية لليونان الكلاسيكية.
ساعد ظهور وانتشار صناعة الورق المستفادة من أسرى الحرب الصينيين عام 751م على جعل حركة الترجمة ممكنة.
استمرت حركة الترجمة العربية في التطور خلال العصر العباسي. تضمنت الفترة العباسية إحدى العلامات الحاسمة للغاية في تاريخ الحركة: ترجمة النصوص الدينية الرئيسية، القرآن في هذه الحالة. حظيت حركة الترجمة لدى العرب بدعم كبير في ظل الحكم الإسلامي، ما ساعد على ترجمة المواد إلى العربية من لغات مختلفة مثل الفارسية. وحفز البرامكة حركة الترجمة.[بحاجة لمصدر] تصور الوثائق المتاحة أن النصوص الفارسية كانت تتمتع باهتمام كبير لدى حركة الترجمة.
نجحت الحركة في تشكيل تداخل حضاري وبدأت خرائط جديدة تتشكل في مجالات الثقافة والسياسة. شارك الحكام الإسلاميون في الحركة بطرق عديدة، مثلًا، إنشاء طبقات للترجمة لتسهيل تدفقها طوال المراحل المختلفة للإمبراطوريات الإسلامية. كان لحركة الترجمة تأثير كبير في تطوير المعرفة العلمية للعرب، إذ ظهرت عدة نظريات في العلوم من أصول مختلفة. في وقت متأخر، دخلت الثقافة الغربية إلى الترجمات العربية التي تم الحفاظ عليها، إذ لم يكن من الممكن تحديد معظم نصوصها الأولية.
قبل ظهور الإسلام، لم يكن هناك نظام للكتابة العربية. استطاع العرب تعلم لغات مختلفة، مثل السريانية والآرامية، للتواصل الفعال في الرحلات التجارية. التي كانت تسمى رحلة الشتاء الصيف، وتقودها عادةً قريش أشهر القبائل العربية. ترجع الترجمة إلى القرن الثاني. وهو الوقت الذي يُعتقد فيه أن السريان قد حولوا عاداتهم الأصلية وكذلك معتقداتهم إلى اللغة العربية.
عُدَّ العصر الذهبي للإسلام معلمًا لحركة الترجمة. خاطب محمد مختلف القادة السياسيين ومجتمعات مثل بلاد فارس وروما وسوريا، التي لم تتحدث العربية ولا تفهمها، داعيًا إياهم إلى الإسلام. لذلك بحث بين كتبته عمن يستطيعون الترجمة من العربية. ما حفز المسلمين على اكتساب وتعلم لغات أجنبية جديدة. زيد بن ثابت، الذي كان أكفأ كتبة محمد المؤهلين، ترجم إلى الفارسية والسريانية والعبرية لتسهيل التواصل مع اليهود. كانت المعايير الرئيسية التي أدرجها الإسلام هي تحفيز الآخرين على البحث عن المعرفة، لأنهم اعتقدوا أن فهم كيفية ارتباط الله بالخلق هو أنسب طريقة لفهم الكون. كان هذا المعيار مفهومًا مهمًا حفز على نشر دينهم في جميع أنحاء العالم.
عندما توفي محمد عام 632 م، اختير الخلفاء الراشدون لقيادة إمبراطورية الإسلام، أصبحت معلومات القرآن أشهر في الحضارات المحيطة. توسعت الإمبراطورية الإسلامية، ما أدى إلى البحث عن مدرسين متعددي اللغات وكذلك معلمين لترجمة وتعليم القرآن واللغة العربية. لاحقًا، سيتم دمج القرآن في لغة واحدة.
حصلت الترجمة على مزيد من التحفيز في العصر الأموي، ومن ثم ارتفعت العربية لتكون اللغة الرسمية والشعبية في الإمبراطورية الإسلامية. كان العرب الآن يواجهون المعرفة اليونانية، ومعظمهم من العلماء الذين بقوا خلال فترة البيزنطيين. كانت السريانية العامل الرئيسي الذي أدى إلى ترجمة المواد العربية، لأن العرب لم يتمكنوا من فهم اللغة اليونانية، في حين فهم السريان اللغة لأكثر من عشرة قرون. في عهد الخليفة الأموي الرابع، بدأت ترجمة الوثائق الرسمية، وكذلك المعاهدات وعلم الفلك والطب. وتُرجمت الأغاني باللغتين البيزنطية والفارسية. خلال هذه الفترة، تُرجمت النصوص اليونانية، مثل أرسطو، وأثرت في الشعر العربي لاحقًا.
متعدد اللغات هو الشخص الذي كان يجيد جميع اللغات المستهدفة تقريبًا، كان من بين أعظم المترجمين خلال تلك الفترة. تخصص في المجال الطبي. بمساعدة ابنه إسحاق حنين، وكذلك ابن أخيه حبش، ترجم أكثر من 95 قطعة من جالينوس، وما يقرب من 15 قطعة من أبقراط، عن الروح وعن الجيل والفساد. توسعت اللغة العربية على نطاق واسع لتصل إلى المجتمعات في أماكن مثل المغرب والأندلس وستتكيف لاحقًا لتصبح لغتهم الرسمية. ساعد الخلفاء الأمويون إلى حد بعيد على ترجمة العلوم والفنون، التي أعطت أساسًا طويل الأمد لإمبراطورية الإسلام. في حين توسع الإسلام، حافظ المسلمون على الثقافات الأخرى وما توصلت إليه من علوم وفنون وساعدوا لغتهم على التطور. تطورت حركة الترجمة للعرب باستمرار خلال الفترة العباسية. تضمنت هذه الفترة أهم العلامات في تاريخ الحركة، أي ترجمة النص الديني الرئيسي للإسلام، القرآن. الخليفة العباسي الثاني، المنصور، نقل العاصمة من دمشق إلى بغداد، وأمر بترجمة معظم مقالات العلوم والفلسفة والأدبيات باللغة اليونانية والفارسية والسريانية إلى العربية. خلال حكم الخليفة الخامس، هارون، تأسس بيت الحكمة ليكون مكتبة للعديد من الكتب المترجمة. ومع ذلك، استعار هذا المنزل الكثير من أكاديمية جانديشابور بدمج خريجيها السابقين. تحول بيت الحكمة فيما بعد إلى مركز للترجمة.
بلغت الحركة ذروتها في عصر المأمون (توفي 218 هـ) - وتحديدا في بيت الحكمة في بغداد. يقول ابن النديم في الفهرست:
وحسب الرواية التقليدية، فإن المأمون بدأ بمشروع الترجمة بعد منام رائه، والقول لابن النديم مرة أخرى:
فأستيقظ من نومه وسأل عن أرسطو طاليس فقيل أنه رجل حكيم من اليونانيين، فاستدعى حنين بن إسحاق باعتباره احسن النقلة، وطلب اليه نقل كتب حكماء اليونان إلى العربية.